# Гречанюк Федір Іванович
Фе́дір Іва́нович Гречаню́к (псевдо: «Бровко», «Буря»; ?, с. Забережжя, Богородчанський район, Івано-Франківська область — 7 січня 1946, с. Грабівка, Калуський район, Івано-Франківська область) — військовий діяч, командир сотні УПА «Заведії».

## Життєпис
Народився в селі Забережжя (тепер Богородчанський район Івано-Франківська область).
В липні 1943 р. вступив до ВОП під командуванням Василя Андрусяка-«Різуна», був його охоронцем. Весною 1945 р. призначений командиром сотні «Заведії» куреня «Підкарпатський» (ТВ-22 «Чорний ліс»).
Важко поранений у бою 6.01.1946 в с. Грабівка Калуського району, помер від ран наступного дня.
Наказом ГВШ підвищений до звання поручника посмертно.